# Svea Köhrbrück
Svea Köhrbrück (* 16. Oktober 1993 in Berlin) ist eine deutsche Leichtathletin, die sich auf den 400-Meter-Lauf spezialisiert hat und auch Staffeln läuft. Zuvor bestritt sie 100- und 200-Meter-Läufe.

## Berufsweg
Köhrbrück ist Studentin (Bauingenieurwesen), Beuth Hochschule für Technik Berlin.

## Sportliche Karriere
Bis 2015 konkurrierte Köhrbrück auf den 100- und 200-Meter-Distanzen, bis sie sich auf die Stadionrunde konzentrierte, zu der sie, seit sie mit dem Leistungssport begann, tendierte.
2012 wurde Köhrbrück Deutsche U20-Hallenmeisterin mit der 4-mal-200-Meter-Staffel und kam bei den Deutschen U20-Meisterschaften mit der 4-mal-100-Meter-Staffel auf den 3. Platz.
2013 belegte sie in der Erwachsenenklasse den 6. Platz bei den Deutschen Hallenmeisterschaften über die 4-mal 200 Meter. Jeweils auf den 3. Platz schaffte es Köhrbrück bei den Deutschen U23-Meisterschaften mit der 4-mal-100-Meter-Staffel als auch bei den Deutschen Meisterschaften über 4-mal 400 Meter.
2015 erreichte Köhrbrück dreimal einen 4. Platz: Über 200 Meter bei den Deutschen Hallenmeisterschaften und jeweils über 4-mal 400 Meter bei den Deutschen U23-Meisterschaften und den Deutschen Meisterschaften.
2016 schaffte sie es bei den Deutschen Meisterschaften mit der 4-mal-400-Meter-Staffel aufs Treppchen, indem sie Bronze holte.
2017 wurde Köhrbrück zweimal deutsche Vizemeisterin, mit der 4-mal-200-Meter-Staffel bei den Deutschen Hallenmeisterschaften und im Freien mit neuer Persönlicher Bestzeit von 52,76 s über 400 Meter bei den Deutschen Meisterschaften, wo sie auch mit der 4-mal-400-Meter-Staffel den 3. Platz belegte. Ende Juli wurde sie vom Deutschen Leichtathletik-Verband (DLV) für die Weltmeisterschaften in London nominiert, bei denen sie mit der 4-mal-400-Meter-Staffel auf den 6. Platz kam. Im Vorlauf war sie mit Ruth Sophia Spelmeyer, Nadine Gonska und Laura Müller in 3:26,24 min sogar schneller als das Quartett im Finale.
2018 holte Köhrbrück bei den Deutschen Hallenmeisterschaften in Dortmund mit Bestleistung von 54,72 s über 400 Meter Bronze und kam mit der 4-mal-200-Meter-Staffel des SCC Berlin auf den 4. Platz. In Nürnberg wurde sie mit der 4-mal-400-Meter-Staffel des SCC Berlin Deutsche Vizemeisterin.

## Vereinszugehörigkeiten
Svea Köhrbrück startet seit 24. September 2009 für den SCC Berlin.

## Trivia
Ihr Vater Carsten Köhrbrück ist der ehemalige Leichtathlet und jetzige Athletiktrainer bei den Handballern der Füchse Berlin.

## Bestzeiten
(Stand: 21. Februar 2018)
Halle
- 60 m: 7,51 s, Karlsruhe, 21. Februar 2015
- 200 m: 24,16 s, Berlin, 1. Februar 2015
- 400 m: 54,72 s, Dortmund, 18. Februar 2018
- 4 × 200 m: 1:37,10 s, Leipzig, 19. Februar 2017

Freiluft
- 100 m: 11,81 s (+1,5 m/s), Wetzlar, 13. Juni 2015
- 200 m: 24,17 s (+0,2 m/s), Berlin, 23. Juni 2017
- 400 m: 52,76 s, Erfurt, 9. Juli 2017
- 4 × 100 m: 45,11 s, Ulm, 7. Juli 2013
- 4 × 400 m: 3:26,24 min, London, 12. August 2017

## Erfolge
national
- 2012: Deutsche U20-Hallenmeisterin (4 × 200 m)
- 2012: 3. Platz Deutsche U20-Meisterschaften (4 × 100 m)
- 2013: 6. Platz Deutsche Hallenmeisterschaften (4 × 200 m)
- 2013: 3. Platz | Deutsche U23-Meisterschaften (4 × 100 m)
- 2013: 3. Platz Deutsche Meisterschaften (4 × 400 m)
- 2014: 7. Platz Deutsche Hallenmeisterschaften (60 m)
- 2014: 6. Platz | Deutsche U23-Meisterschaften (100 und 200 m)
- 2015: 4. Platz Deutsche Hallenmeisterschaften (200 m)
- 2015: 4. Platz | Deutsche U23-Meisterschaften (4 × 400 m)
- 2015: 7. Platz | Deutsche U23-Meisterschaften (100 m)
- 2015: 4. Platz | Deutsche Meisterschaften (4 × 400 m)
- 2016: 3. Platz Deutsche Meisterschaften (4 × 400 m)
- 2017: Deutsche Hallenvizemeisterin (4 × 200 m)
- 2017: Deutsche Vizemeisterin (400 m)
- 2017: 3. Platz Deutsche Meisterschaften (4 × 400 m)
- 2018: 3. Platz Deutsche Hallenmeisterschaften (400 m)
- 2018: 4. Platz Deutsche Hallenmeisterschaften (4 × 200 m)
- 2018: Deutsche Vizemeisterin (4 × 400 m)

international
- 2017: 6. Platz Weltmeisterschaften (4 × 400 m)